# Pitcairnia bromeliifolia
Pitcairnia bromeliifolia är en gräsväxtart som beskrevs av L'hér. Pitcairnia bromeliifolia ingår i släktet Pitcairnia och familjen Bromeliaceae.
Artens utbredningsområde är Jamaica.

## Underarter
Arten delas in i följande underarter:
- P. b. bromeliifolia
- P. b. graminifolia
- P. b. wynteri